# IC 558
IC 558 ist eine elliptische Galaxie mit aktivem Galaxienkern im Sternbild Löwe an der Ekliptik. Sie ist schätzungsweise 414 Millionen Lichtjahre von der Milchstraße entfernt und hat einen Durchmesser von etwa 120.000 Lj.
Das Objekt wurde am 23. Februar 1889 von dem österreichischen Astronomen Rudolf Ferdinand Spitaler entdeckt und später vom dänischen Astronomen Johan Dreyer in seinem Index-Katalog verzeichnet.